# Guido Markowitz

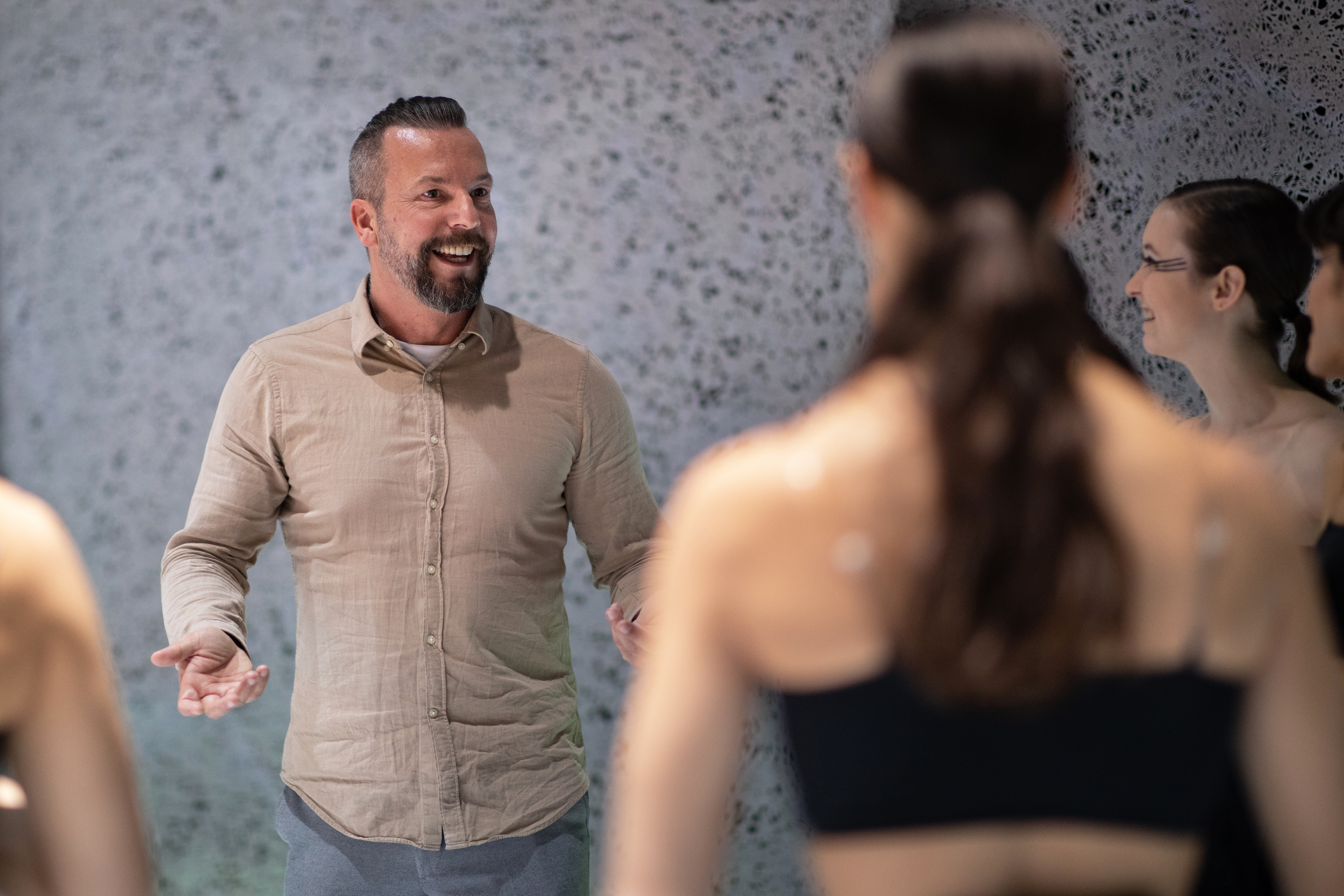
Guido Markowitz bei der Probenarbeit. Foto: Andrea D´Aquino

Guido Markowitz (* 23. Mai 1969 in Villach) ist ein österreichischer Choreograf und Regisseur. Sein Werkverzeichnis umfasst zahlreiche Neuschöpfungen im Ballett, zeitgenössischen Tanz und Tanztheater sowie Regie und Choreografie für Produktionen im Musiktheater und Schauspiel. Seit 2015 ist Guido Markowitz Ballettdirektor am Theater Pforzheim.

## Leben
Guido Markowitz wurde in Villach geboren. 1995 schloss er seine Ausbildung zum Diplom-Bühnentänzer im klassischen sowie modernen und zeitgenössischen Tanz an der Iwanson Schule in München ab.

## Schaffen
Direkt im Anschluss an seine Ausbildung erhielt er Engagements an der Bayerischen Staatsoper in München sowie am Theater Münster unter Leitung von Birgitta Trommler. 1996 wechselte er als Solist und Choreograf an das Staatstheater Darmstadt, wo er zehn Jahre lang als Tänzer das Werk von Birgitta Trommler prägte.
Ab 2004 begann er, parallel zu seinem Darmstädter Engagement, seine Tätigkeit als Choreograf und Regisseur auszubauen. 2006 wurde er Residenzchoreograf am Tanzhaus NRW in Düsseldorf unter der Intendanz von Bertram Müller. Neben Auftragsarbeiten für Oper und Schauspiel u. a. in Frankfurt am Main, Bochum, Köln, Düsseldorf, Mannheim und Linz, legte Choreograf Markowitz dort einen Schwerpunkt auf die Arbeit mit Jugendlichen und jungen Erwachsenen. Gemeinsam mit dem Schweizer Tänzer und Choreografen Damian Gmür schuf er hierbei zwischen 2009 und 2011 die Trilogie „Wilde Zeiten“ (Mitwirkende: 27 Jugendliche zwischen 14 und 19 Jahren), „Hammer Zeiten“ (Mitwirkende: 150 Jugendliche und junge Erwachsene, Verfilmung: „Fabulous Times – That’s Who We Are“) und „Secret Garden“. Zwischen 2010 und 2013 arbeitete Guido Markowitz zudem mit Daniela Rodriguez Romero zusammen. Gemeinsam schufen sie „And so What“, „Secret Garden“, „Respect“, „Angekommen“, „Challenge“ und „Cage“. 2012 übernahm Guido Markowitz zudem gemeinsam mit Amelie Jalowy die künstlerische Leitung von INDEX, der zweiten Jugendcompany des Tanzhauses NRW.
2012 wechselte Guido Markowitz als Residenzchoreograf an das Schauspielhaus Bochum. Es entstanden zudem neue Auftragswerke u. a. für das Shenzhen Ballett China, die Oper Göteborg, das Saarländische Staatstheater, das Landestheater Linz und das Ballett am Opernhaus Graz.
2015 wurde Guido Markowitz Ballettdirektor, Chefchoreograf und Regisseur am Stadttheater Pforzheim unter der Leitung von Intendant Thomas Münstermann und Verwaltungsdirektor Uwe Dürigen. Für das Große Haus am Waisenhausplatz direkt an der Enz schuf er bislang „Heroes / The Lovers“ (2016), „Mozart-Requiem – Feiert das Leben!“ (2017), den dreiteiligen Ballettabend „Verwandlungen“ (2019) mit einer Neuinterpretation von Igor Strawinskys „Der Feuervogel“ und den Uraufführungen „Ovid – Verwandlungen“ auf das Konzert in Es für Kammerorchester, „Dumbarton Oaks“ von Igor Strawinsky sowie „Metamorphosen“ auf die gleichnamigen fünf Klavierkompositionen von Philip Glass in dessen Album „Solo Piano“ von 1989. 2020 brachte Guido Markowitz eine umjubelte Premiere seiner choreografischen Neuschöpfung „Die vier Jahreszeiten“ auf Musik von Max Richter nach Antonio Vivaldi heraus. Kurze Zeit danach entstand die digitale Re-Inszenierung des Balletts unter dem Titel „Being human – Reenactment des Balletts „Die vier Jahreszeiten“ von Guido Markowitz“. Für das Podium schuf er 2016 das Ballett "Goldberg-Variationen" auf Musik von Johann Sebastian Bach.
Darüber hinaus entwickelte Guido Markowitz gemeinsam mit Damian Gmür eine Serie abendfüllender Site Specific-Produktionen an tanzungewöhnlichen Orten in Pforzheim. Hierbei entstanden für die Schlosskirche St. Michael (Pforzheim) das Stück „Heimatwelten“ (2015), für das Emma-Jaeger-Bad „Schwimm, wenn Du kannst!“ (2016) und im Schmuckmuseum Pforzheim im Reuchlinhaus „Perfekt unperfekt“ (2018). 2019 wurde der Gasometer Pforzheim mit dem 360-Grad-Panorama von Yadegar Asisi zur Bühne für den TANZ PUR-Ballettabend, für den Damian Gmür und Edan Gorlicki sowie ein Choreografen-Kollektiv aus der südschwedischen Stadt Linköping Auftragsarbeiten schufen. 2021 wird Guido Markowitz mit dem Ballett Theater Pforzheim unter dem Titel „Romeo und Julia in der Stadt“ das Bürgerzentrum im Alten Rathaus in Pforzheim bespielen.
Das Ballett Theater Pforzheim wurde unter seiner Führung und gefördert von der Kulturstiftung des Bundes TANZLAND-Kooperationspartner von Waldkraiburg (2017–2018) und Metzingen (2018–2020).
Guido Markowitz gehört seit 2018 dem Vorstand des Dachverband Tanz Deutschland an.

### Künstlerisches Profil
Guido Markowitz verfolgt einen Ansatz der Vielfalt. Er arbeitet spartenübergreifend. Sein Blick auf das Zeitgeschehen ist ein scharf analysierender. Existenzielle Themen der Menschen, der Gesellschaft, der Zeit und der Kunst werden auf der Basis eines zeitgenössischen, verschiedene Tanzstile aufnehmenden und integrierenden Tanzverständnisses sowie unter Einbeziehung anderer Künste inszeniert. Der Weg zur Bewegungsfindung erfolgt über Emotionen und Bilder, die Rhythmen, Musik, Stimme, Stille und Klang in ihm hervorriefen. Seine Eindrücke setzt er für die Bühne bildgewaltig, unter Einbeziehung von Live-Musik, Objekten und mit den Mitteln der Neuen Medien um.

### Lehrtätigkeit
Guido Markowitz ist seit 1996 als Tanzpädagoge und Dozent tätig. Zu den ersten Einrichtungen, in denen er unterrichtete, zählt „Rebeltanz – Schule für künstlerischen Tanz“ in Münster, wo er Tanz in allen Klassen bis zu den Ausbildungsklassen lehrte. Er nahm am schulpädagogischen Programm der Stadt Münster teil. In Darmstadt war er für verschiedene Tanzstudios als Dozent tätig und nahm ebenfalls am schulpädagogischen Programm der Stadt teil. In Stuttgart arbeitete er als Gast-Dozent an der New York City Dance School und engagierte sich in der „Landesarbeitsgemeinschaft Tanz Baden-Württemberg e.V.“ (LAG). Zwischen 2007 und 2010 war er Mitglied des Vorstands der Landesarbeitsgemeinschaft Tanz NRW e.V. Seit 2018 ist Markowitz Dozent für Choreografie an der Zürcher Hochschule der Künste.

## Werke
2002
- Tannhäuser (Oper), Staatstheater Darmstadt: Choreografie
- The Wizard of Oz (Musical), Staatstheater Darmstadt: Choreografie

2003:
- Figaros Hochzeit (Oper), Staatstheater Darmstadt: Choreografie

- Hundeherz (Schauspiel), Gallus Theater Frankfurt am Main.: Choreografie

2005
- 2005 Iron John (Musical), Staatstheater Darmstadt: Choreografie

2006
- Triumph der Liebe (Musical), Theater Heilbronn: Choreografie

- Snow Motion (Modern Dance), Brotfabrik Bonn: Konzept und Choreografie

- Abflug (Tanztheater), Tanzhaus NRW, Jugend Dance Company: Konzept und Choreografie

2007
- St. Kilda Projekt (Oper), Düsseldorf, internationales Projekt: Choreografie

- Krieg und Frieden (Schauspiel), Gallus Theater Frankfurt am Main.: Choreografie

- Die schwarzen Brüder (Musical), Schaffhausen: Choreografie

2008
- Arielle (Musical), Theater Coesfeld: Choreografie

- Battle Your Own Life, Tanzhaus NRW, Jugend Dance Company: Konzept und Choreografie, Co-Choreograf: Rochus Aust

- Anime (Modern Dance), Orangerie Köln: Konzept und Choreografie

- Shakespeare In Dance (Schauspiel und Tanz), Theater Itzehoe: Konzept und Choreografie

2009
- Carmen (Oper), Nationaltheater Mannheim: Choreografie
- Frau im Mond und andere Liebhaber (Schauspiel), Gallus Theater Frankfurt am Main.: Choreografie

- Wilde Zeiten (Jugendtanzstück), Tanzhaus NRW Düsseldorf: Choreografie und Regie, Co-Choreografie: Damian Gmür

- Peter Pan (Musical), Theater Coesfeld: Konzept und Choreografie
- Ameisen fallen nach links (Modern Dance), Orangerie Köln: Konzept und Choreografie
- Tabaluga (Musical), Theater Coesfeld: Konzept und Choreografie

2010
- Turandot (Oper), Nationaltheater Mannheim (Generalintendanz und Regie: Regula Gerber): Choreografie

- Tanz der Heuschrecken (Schauspiel), Gallus-Theater Frankfurt am Main.: Choreografie

- Platée (Ballettkomödie), Theater Linz, (Regie: Anthony Pilavachi): Choreografie

- Hammerzeiten (Jugendtanzstück), Tanzhaus NRW Düsseldorf: Choreografie und Regie, Co-Choreografie: Damian Gmür

- And So What (Tanztheater), Mousonturm Frankfurt, in Kooperation mit der HR Bigband: Konzept und Choreografie, Co-Choreografie: Daniela Rodriguez Romero

- Der kleine Tag (Musical), Open-Air-Bühne Coesfeld, Konzept und Choreografie

2011
- Eugen Onegin (Oper), Nationaltheater Mannheim (Generalintendanz und Regie: Regula Gerber): Choreografie

- Secret Garden (Jugendtanzstück), Tanzhaus NRW Düsseldorf: Choreografie und Regie, Co-Choreografie: Damian Gmür, Daniela Rodriguez Romero

- Human Zoo (Tanztheater), Orangerie Köln: Konzept und Choreografie
- Sometimes It Is Not Nice To Be (Ballett), Ballett Oper Graz: Konzept und Choreografie
- One (Tanztheater), Orangerie Köln: Konzept und Choreografie
- Freiwillige Selbstkontrolle (Tanztheater), Tanzhaus NRW (Junior Company): Konzept und Choreografie, Co-Choreografen: u. a. Amelie Jalowy, Damian Gmür
- Respect (Tanztheater), Saarländisches Staatstheater: Konzept und Choreografie, Co-Choreografie: Daniela Rodriguez Romero

2012
- Gräfin Mariza (Operette), Baden: Choreografie
- Platée (Ballettkomödie), Theater Linz (Regie: Anthony Pilavachi): Choreografie
- Moving (Musical), Köln: Choreografie
- Angekommen (Tanztheater), Schauspielhaus Bochum: Konzept und Choreografie, Co-Choreografie: Daniela Rodriguez Romero, Kenan Ayalp
- Challenge (Tanztheater), Oper Göteborg, Co-Choreografie: Daniela Rodriguez Romero

2013
- Hair (Musical), Theater Coesfeld (Regie: Christian Schnell)
- Es wird einmal (Schauspiel), Schauspielhaus Bochum (Regie: Anselm Weber): Choreografie
- Grimm (Tanztheater), Shenzhen Ballett, China: Choreografie
- Da-heim (Tanztheater), Schauspielhaus Bochum: Choreografie und Regie
- Cage (Tanztheater), Saarländisches Staatstheater: Konzept und Choreografie. Co-Choreografie: Daniela Rodriguez Romero

2014
- Ein Mann will nach oben (Schauspiel), Schauspielhaus Bochum (Regie: Anselm Weber)
- Stiffelio (Oper), Nationaltheater Mannheim (Regie: Regula Gerber)
- Aufsteiran (Ballett), Ballett Graz: Choreografie und Regie
- Under Room (Ballett), New Dance Undine: Choreografie und Regie
- La Purpura De La Rosa (Oper), Pocket Opera Company Nürnberg, IGMIV e.V. Hauptwerkstätte: Choreografie und Regie
- Vetter aus Dingsda (Operette), Altmünster Festspiele: Choreografie und Regie

2015
- Heimatwelten - Theater Pforzheim –Schlosskirche St. Michael – Site Specific (Co-Choreograf: Damian Gmür)
- Westside Story (Musical) – Theater Pforzheim: Choreografie
- Nabucco (Oper) – Theater Pforzheim: Regie

2016
- Heroes / The Lovers (Ballett), Theater Pforzheim: Konzept und Choreografie
- Goldberg-Variationen (Ballett), Theater Pforzheim: Konzept und Choreografie

2017
- Der Kuss – Klimts goldene Bilderwelten (Ballett), Theater Pforzheim: Konzept und Choreografie
- Schwimm, wenn du kannst (Ballett), Theater Pforzheim – Emma-Jaeger-Bad; Mitwirkende: SC Pforzheim
- Ganz oder gar nicht (Schauspiel) – Volksbühne Michendorf: Choreografie

2018
- Mozart-Requiem – Feiert das Leben! (Ballett), Theater Pforzheim: Konzept und Choreografie
- Der Barbier von Sevilla (Oper), Theater Pforzheim: Regie
- Perfekt Unperfekt (Ballett), Theater Pforzheim – Schmuckmuseum Pforzheim – Site Specific (Co-Choreograf: Damian Gmür)

2019
- Verwandlungen – Der Feuervogel / Metamorphosen (Ballettabend); Theater Pforzheim: Konzept und Choreografien von Der Feuervogel (Ballett), Ovid – Verwandlungen (Ballett), Metamorphosen (Ballett).

- Zigeunerliebe (Operette); Bühne Baden, Österreich: Choreografie (Inszenierung: Isabella Fritdum)

2020
- Die vier Jahreszeiten (Ballett) auf Musik von Max Richter nach Antonio Vivaldi;
- Wiener Blut (Operette); Theater Pforzheim: Regie und Choreografie gemeinsam mit Hannes Hametner

- Being human (Video): digitales Reenactment des Balletts „Die vier Jahreszeiten“ mit dem Ballett Theater Pforzheim

## Auszeichnungen
- 2014 Bundespreis der Berliner Festwochen für "Da-heim"
- 2011, 2012 und 2018 – Nominierungen unter die jeweils letzten acht für den Deutschen Theaterpreis „Der Faust“
- 2019 Isadora-Preis der Iwanson-Sixt-Stiftung zeitgenössischer Tanz für Herausragende Leistungen im Zeitgenössischen Tanz[6]
- 2023 Kulturpreis der Stadt Villach[7][8]